# Stars Dance Tour
Lo Stars Dance Tour è il primo tour mondiale da solista della cantante statunitense Selena Gomez, a supporto del suo primo album in studio Stars Dance (2013). 
Annunciato nell'aprile 2013, originariamente il tour prevedeva 73 spettacoli, 17 dei quali sono stati annullati.

## Artisti di apertura
- Emblem3 (Nord America)[1][2]
- Christina Grimmie (Nord America)[1]
- Anton Ewald (Svezia)[3]
- The Vamps (Inghilterra)[4]
- Union J (Portogallo)[5]
- Timeflies (Belgio, Paesi Bassi & Francia)[6]
- Xuso Jones (Spagna)[6]
- Daniele Negroni (Austria)
- Karl Wolf (Dubai)
- Jury Magliolo (Italia)

## Setlist

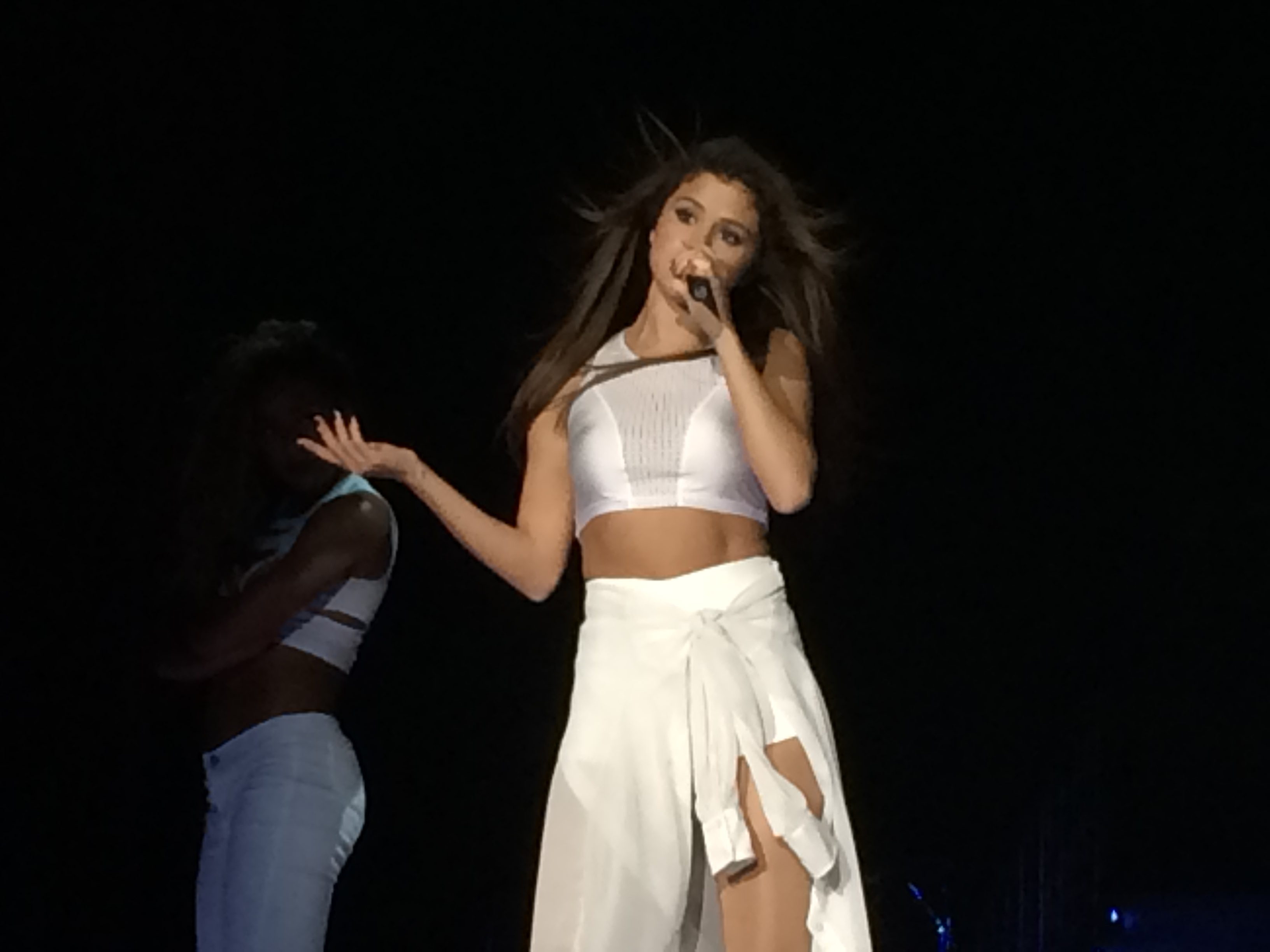
La Gomez durante l'esibizione di B.E.A.T.

Questa è la scaletta del concerto tenuto a Los Angeles il 6 novembre 2013. Non è la scaletta consueta di tutti i concerti.
1. Bang Bang Bang
2. Round & Round
3. Like a Champion
4. B.E.A.T.
5. Stars Dance
6. Write Your Name
7. Birthday
8. Roar (cover di Katy Perry)
9. Love You like a Love Song
10. Love Will Remember
11. Dream
12. Who Says
13. Whiplash
14. Naturally
15. Save the Day
16. Undercover
17. A Year Without Rain
18. Come & Get It
19. Slow Down

## Date del tour e incassi

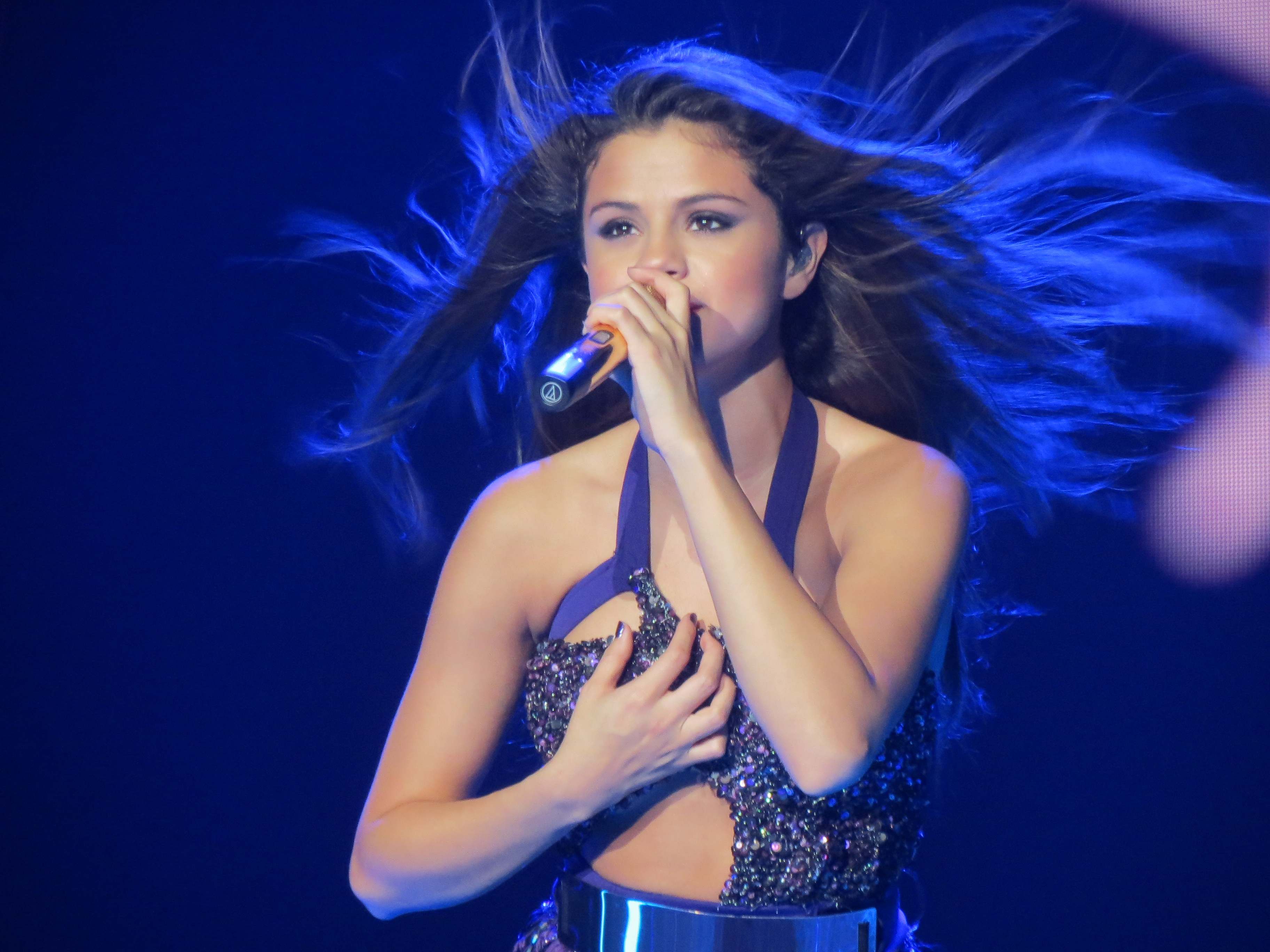
La Gomez durante l'esibizione di "Write Your Name" in Nord America

| Data              | Città                | Stato               | Luogo                      | Biglietti disponibili / Biglietti venduti | Incasso     |
| ----------------- | -------------------- | ------------------- | -------------------------- | ----------------------------------------- | ----------- |
| Nord America      |                      |                     |                            |                                           |             |
| 14 agosto 2013    | Vancouver            | Canada              | Rogers Arena               | 13,098/ 14,500 (90%)                      | $523,456    |
| 16 agosto 2013    | Lethbridge           | Canada              | ENMAX Centre               | 6,090/ 7,100 (86%)                        | $396,890    |
| 17 agosto 2013    | Edmonton             | Canada              | Rexall Place               | 12,500/ 13,000 (96%)                      | $512,009    |
| 18 agosto 2013    | Saskatoon            | Canada              | Credit Union Centre        | 13,056/ 14,000 (93%)                      | $600,098    |
| 19 agosto 2013    | Winnipeg             | Canada              | MTS Centre                 | 14,030/ 15,100 (93%)                      | $602,000    |
| 22 agosto 2013    | Ottawa               | Canada              | Canadian Tire Centre       | 13,000/ 13,500 (96%)                      | $598,007    |
| 23 agosto 2013    | Montréal             | Canada              | Bell Centre                | 9,236/ 9,236 (100%)                       | $575,939    |
| 24 agosto 2013    | Toronto              | Canada              | Air Canada Centre          | 12,668/ 12,668 (100%)                     | $645,712    |
| Europa            |                      |                     |                            |                                           |             |
| 30 agosto 2013    | Copenaghen           | Danimarca           | Falkoner Teatret           | 3,500/ 3,500 (100%)                       | $150,000    |
| 31 agosto 2013    | Stoccolma            | Svezia              | Fryshuset                  | 4,000/ 4,000 (100%)                       | $210,000    |
| 1º settembre 2013 | Oslo                 | Norvegia            | Oslo Spektrum              | 11,000/ 11,000 (100%)                     | $683,520    |
| 3 settembre 2013  | Amsterdam            | Paesi Bassi         | Heineken Music Hall        | 5,500/ 5,500 (100%)                       | $311,009    |
| 4 settembre 2013  | Anversa              | Belgio              | Lotto Arena                | 8,050/ 8,050 (100%)                       | $508,009    |
| 5 settembre 2013  | Parigi               | Francia             | Zénith de Paris            | 6,293/ 6,293 (100%)                       | $345,009    |
| 7 settembre 2013  | Londra               | Regno Unito         | Hammersmith Apollo         | 5,050/ 5,050 (100%)                       | $321,000    |
| 8 settembre 2013  | Londra               | Regno Unito         | Hammersmith Apollo         | 5,050/ 5,050 (100%)                       | $321,000    |
| 11 settembre 2013 | Lisbona              | Portogallo          | Arena di Campo Pequeno     | 10,050/ 10,050 (100%)                     | $632,112    |
| 12 settembre 2013 | Madrid               | Spagna              | Palacio Vistalegre         | 14,300/ 15,000 (95%)                      | $698,789    |
| 14 settembre 2013 | Francoforte sul Meno | Germania            | Jahrhunderthalle           | 6,000/ 6,000 (100%)                       | $398,000    |
| 16 settembre 2013 | Milano               | Italia              | Alcatraz                   | 6,000/ 6,000 (100%)                       | $368,250    |
| 17 settembre 2013 | Vienna               | Austria             | Wiener Stadthalle          | 15,030/ 16,000 (94%)                      | $600,009    |
| Asia              |                      |                     |                            |                                           |             |
| 27 settembre 2013 | Dubai                | Emirati Arabi Uniti | Trade Centre Arena         | 7,000/ 7,000 (100%)                       | $512,009    |
| Nord America      |                      |                     |                            |                                           |             |
| 10 ottobre 2013   | Washington           | Stati Uniti         | Patriot Center             | 9,030/ 10,000 (90%)                       | $567,000    |
| 11 ottobre 2013   | Pittsburgh           | Stati Uniti         | Petersen Events Center     | 11,987/ 12,508 (96%)                      | $608,987    |
| 12 ottobre 2013   | Boston               | Stati Uniti         | TD Garden                  | 12,956/ 13,000 (99%)                      | $598,768    |
| 15 ottobre 2013   | Buffalo              | Stati Uniti         | First Niagara Center       | 10,000/ 10,000 (100%)                     | $567,987    |
| 16 ottobre 2013   | New York             | Stati Uniti         | Barclays Center            | 12,873/ 12,873 (100%)                     | $675,650    |
| 18 ottobre 2013   | Filadelfia           | Stati Uniti         | Wells Fargo Center         | 11,905/ 11,905 (100%)                     | $589,002    |
| 19 ottobre 2013   | Uncasville           | Stati Uniti         | Mohegan Sun Arena          | 7,043/ 7,043 (100%)                       | $379,408    |
| 20 ottobre 2013   | Newark               | Stati Uniti         | Prudential Center          | 12,126/ 12,126 (100%)                     | $600,987    |
| 22 ottobre 2013   | Hershey              | Stati Uniti         | Giant Center               | 10,500/ 10,500 (100%)                     | $564,987    |
| 23 ottobre 2013   | Louisville           | Stati Uniti         | KFC Yum! Center            | 6,360/ 6,360 (100%)                       | $256,012    |
| 25 ottobre 2013   | Nashville            | Stati Uniti         | Bridgestone Arena          | 7,674/ 7,674 (100%)                       | $315,208    |
| 26 ottobre 2013   | Atlanta              | Stati Uniti         | Philips Arena              | 9,173/ 9,173 (100%)                       | $531,345    |
| 27 ottobre 2013   | Charlotte            | Stati Uniti         | Time Warner Cable Arena    | 13,000/ 13,700 (95%)                      | $657,000    |
| 29 ottobre 2013   | Sunrise              | Stati Uniti         | BB&T Center                | 16,789/ 17,000 (99%)                      | $769,000    |
| 30 ottobre 2013   | Tampa                | Stati Uniti         | Tampa Bay Times Forum      | 19,456/ 20,000 (97%)                      | $890,000    |
| 1º novembre 2013  | San Antonio          | Stati Uniti         | AT&T Center                | 14,567/ 15,000 (97%)                      | $678,900    |
| 2 novembre 2013   | Houston              | Stati Uniti         | Toyota Center              | 15,300/ 16,000 (96%)                      | $769,567    |
| 3 novembre 2013   | Dallas               | Stati Uniti         | American Airlines Center   | 18,989/ 20,000 (95%)                      | $897,000    |
| 5 novembre 2013   | Phoenix              | Stati Uniti         | US Airways Center          | 13,289/ 13,500 (98%)                      | $678,098    |
| 6 novembre 2013   | Los Angeles          | Stati Uniti         | Staples Center             | 13,855/ 13,855 (100%)                     | $626,246    |
| 8 novembre 2013   | San Diego            | Stati Uniti         | Valley View Casino Center  | 14,000/ 14,800 (95%)                      | $613,098    |
| 9 novembre 2013   | Las Vegas            | Stati Uniti         | Mandalay Bay Events Center | 11,012/ 12,000 (92%)                      | $567,006    |
| 10 novembre 2013  | San Jose             | Stati Uniti         | SAP Center at San Jose     | 17,098/ 18,000 (95%)                      | $700,098    |
| 12 novembre 2013  | Seattle              | Stati Uniti         | KeyArena                   | 17,000/ 17,000 (100%)                     | $712,345    |
| 14 novembre 2013  | Salt Lake City       | Stati Uniti         | EnergySolutions Arena      | 14,003/ 15,000 (93%)                      | $693,876    |
| 16 novembre 2013  | Denver               | Stati Uniti         | 1stBank Center             | 7,500/ 7,500 (100%)                       | $456,098    |
| 17 novembre 2013  | Kansas City          | Stati Uniti         | Sprint Center              | 6,774/ 8,362 (100%)                       | $321,286    |
| 18 novembre 2013  | Saint Louis          | Stati Uniti         | Chaifetz Arena             | 10,600/ 10,600 (100%)                     | $678,900    |
| 19 novembre 2013  | Indianapolis         | Stati Uniti         | Bankers Life Fieldhouse    | 16,097/ 17,000 (95%)                      | $700,987    |
| 21 novembre 2013  | Minneapolis          | Stati Uniti         | Target Center              | 9,000/ 9,000 (100%)                       | $497,657    |
| 22 novembre 2013  | Chicago              | Stati Uniti         | Allstate Arena             | 18,500/ 18,500 (100%)                     | $798,999    |
| 23 novembre 2013  | Columbus             | Stati Uniti         | Nationwide Arena           | 19,509/ 20,000 (98%)                      | $986,234    |
| 26 novembre 2013  | Auburn Hills         | Stati Uniti         | The Palace of Auburn Hills | 10,240/ 10,240 (100%)                     | $469,452    |
| 8 marzo 2014      | Hidalgo              | Stati Uniti         | State Farm Arena           | 6,000/ 6,000 (100%)                       | $398,433    |
| 9 marzo 2014      | Houston              | Stati Uniti         | Rodeo Houston              | 73,397/ 73,397 (100%)                     | $3,976,988  |
| TOTALE            | TOTALE               | TOTALE              | TOTALE                     | 705,608/ 723,130 (97%)                    | $35,992,248 |

## Show annullati
| Data              | Città           | Nazione     | Luogo                                   | Ragione                          |
| Europa            | Europa          | Europa      | Europa                                  | Europa                           |
| ----------------- | --------------- | ----------- | --------------------------------------- | -------------------------------- |
| 19 settembre 2013 | Minsk           | Bielorussia | Minsk-Arena                             | Per problemi di passaporto       |
| 21 settembre 2013 | Kiev            | Ucraina     | Palace of Sports                        | Per problemi di passaporto       |
| 23 settembre 2013 | San Pietroburgo | Russia      | Ice Palace Saint Petersburg             | Per problemi di passaporto       |
| 25 settembre 2013 | Mosca           | Russia      | Olimpiyskiy                             | Per problemi di passaporto       |
| Asia              |                 |             |                                         |                                  |
| 16 gennaio 2014   | Tokyo           | Giappone    | Zepp                                    | Per motivi personali della Gomez |
| 17 gennaio 2014   | Tokyo           | Giappone    | Zepp                                    | Per motivi personali della Gomez |
| 20 gennaio 2014   | Osaka           | Giappone    | Hatch                                   | Per motivi personali della Gomez |
| 21 gennaio 2014   | Nagoya          | Giappone    | Zepp                                    | Per motivi personali della Gomez |
| 24 gennaio 2014   | Shanghai        | Cina        | Qizhong Forest Sports City Arena        | Per motivi personali della Gomez |
| 26 gennaio 2014   | Kuala Lumpur    | Malaysia    | Stadium Merdeka                         | Per motivi personali della Gomez |
| 29 gennaio 2014   | Manila          | Filippine   | Araneta Coliseum                        | Per motivi personali della Gomez |
| Oceania           |                 |             |                                         |                                  |
| 1º febbraio 2014  | Perth           | Australia   | Perth Arena                             | Per motivi personali della Gomez |
| 4 febbraio 2014   | Adelaide        | Australia   | Adelaide Entertainment Centre           | Per motivi personali della Gomez |
| 6 febbraio 2014   | Brisbane        | Australia   | Brisbane Convention & Exhibition Centre | Per motivi personali della Gomez |
| 7 febbraio 2014   | Sydney          | Australia   | Sydney Entertainment Centre             | Per motivi personali della Gomez |
| 8 febbraio 2014   | Melbourne       | Australia   | Rod Laver Arena                         | Per motivi personali della Gomez |
| Asia              |                 |             |                                         |                                  |
| 21 febbraio 2014  | Singapore       | Singapore   | The Star Performing Arts Centre         | Per motivi personali della Gomez |